# Norðurland eystra
Il Norðurland eystra (Regione del nord-est) è una delle otto regioni islandesi, è collocata nella zona nord-est del Paese.
La città più grande è Akureyri, con i suoi 17 300 abitanti.

## Geografia fisica

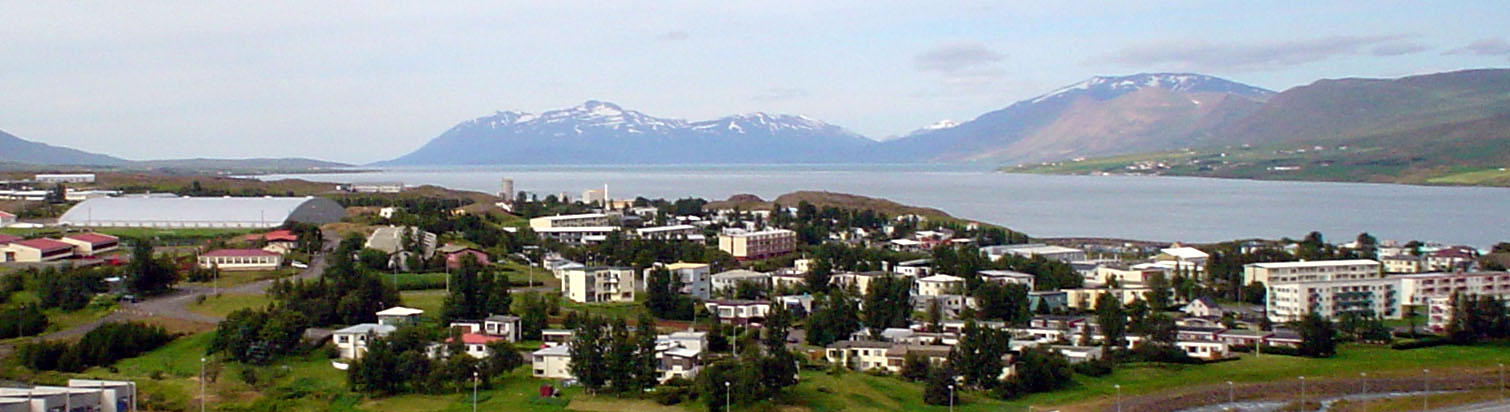
Golfo della città di Akureyri.

Il territorio della regione è caratterizzato dai sedimenti lavici prodotti dal vulcano Krafla, nell'interno si può ammirare il lago Myvatn, e le cascate Dettifoss all'interno del Parco Nazionale Jökulsárgljúfur; le coste sono ricche di fiordi, famosi per la loro bellezza.
Nell'entroterra si trova la regione di Thingeyjarsyla, una delle più tipiche islandesi, ma anche una delle meno popolate vallate del Paese.
L'Eyjafjörður, il fiordo più lungo d'Islanda, si trova nel versante occidentale della regione; la capitale Akureyri si affaccia proprio sull'apice centrale delle sue coste.

## Economia

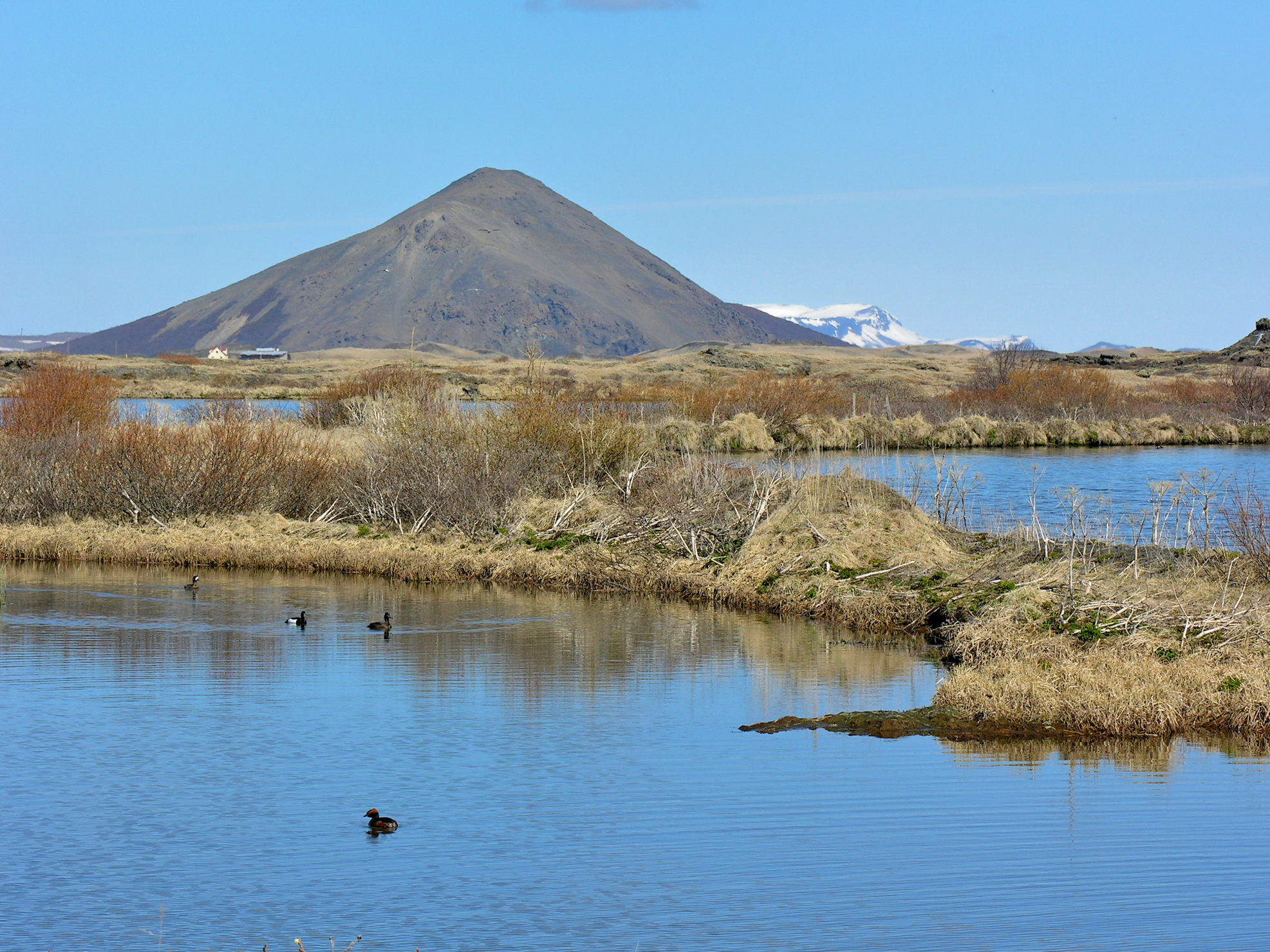
Vista sul parco del lago Mývatn.

La capitale Akureyri è la zona più industrializzata e popolosa dell'intera regione, a differenza delle altre città islandesi Akureyri è quella che più si avvicina allo stile ed al gusto europeo: la città è ricca di giardini e parchi pubblici.
Rappresenta la prima città per tasso di occupazione e industrializzazione dell'intera Islanda. Qui ha sede la maggiore holding finanziaria: la KEA che rappresenta il più grande gruppo in termini di fatturato dello Stato.

### Turismo
La regione è servita da una discreta rete di trasporti pubblici su ruota, e alcuni voli locali, è frequentata da escursionisti ed appassionati di pesca.
Molti turisti ricorrono all'autostop per i loro spostamenti.

## Storia
Una saga vuole che la fondazione della capitale sia avvenuta per opera dei vichinghi.
Durante la Seconda guerra mondiale è diventata una base aerea importante per la RAF.

## Comuni
- Akureyri: (16.822)
- Dalvíkurbyggð: (1.966)
- Eyjafjarðarsveit: (988)
- Fjallabyggð: (2.261)
- Grýtubakki: (368)
- Hörgársveit: (600)
- Langanesbyggð: (518)
- Norðurþing: (3.023)
- Skútustaðir: (410)
- Svalbarð: (106)
- Svalbarðsströnd: (381)
- Tjörnes: (60)
- Þingeyjarsveit: (699)